# Ju Sobing
Ju Sobing (* 1944 in Brückenberg, Schlesien) ist eine deutsche Schriftstellerin, Lyrikerin und Künstlerin.

## Leben und Karriere
Ihre Schulzeit verbrachte Sobing in Hameln. Sobing studierte Bildende Kunst in Hannover, München und Stockholm und verbrachte zusätzliche Studienaufenthalte in Brandenburg, Italien und Südamerika. Sie nahm in Dresden eine Gasthörerschaft bei Reinemer und einen Meisterkurs bei Rolf Thiele in Bremen wahr. Zudem absolvierte sie einen Kurs „Kunst+Natur – Landart“ bei Werner Henkel in Bremen.
Seit 1989 ist Sobing als freischaffende Künstlerin und Schriftstellerin tätig. Ihre Werke werden vor allem im deutschen Bundesgebiet ausgestellt. Schwerpunkt ihrer Arbeiten sind Collagen, Graphik, Installationen und Landart, aber auch Glaubensinhalte, Interaktionen von Figuren, Mensch und Gesellschaft sowie Untersuchungen der Farbe Rot. Ihre Poesie veröffentlicht Sobing sowohl monographisch als auch in Anthologien und Zeitschriften.
Sobing ist Mitglied im BBK/Sächsischen Künstlerbund und der Unabhängigen SchriftstellerASSOziation Dresden. Von 1997 bis 2008 nahm sei die Projektleitung der jährlichen Kunst-Woche Lietzen wahr. Sie ist ferner Gründungsmitglied der Gruppe WO 02.
Sobing ist verheiratet und hat 2 Kinder; sie wohnt in Radebeul und Sorbolongo/Italien.

## Preise und Stipendien
- Ehrenpreis des Gerhart-Hauptmann-Museums in Agnetendorf/Polen für Lyrik
- Premio Vainer Sassoferrato/Italien, 1992
- Preis der Bundesakademie Wolfenbüttel, 2007
- Stipendium der Kulturstiftung Sachsen für Literatur im Gerhart-Hauptmann-Haus Agnetendorf/Polen, 2008

## Werke
- „Ausgesetzt den Stürmen“, Lyrik, Hellerau-Verlag, Dresden, 1998 (Hg. Norbert Weiß)
- „Meine tägliche Sintflut“, Lyrik und Zeichnungen, SCHEUNE-Verlag, Dresden, 2001
- "Auf den Wegen ging ich in ihrer verwehten Spur", Notschriften, 2012

## Anthologien und Literaturzeitschriften (Auswahl)
- Ralph Grüneberger (Hg.)/Gesellschaft für zeitgenössische Lyrik: Poesiealbum neu, Ausgaben 02/2007, 02/2010, 01/2013.